# Wojciech Żurek
Wojciech Hubert Żurek (ur. 1951 w Bielsku-Białej) – polski fizyk specjalizujący się w fizyce kwantowej, pracownik naukowy Los Alamos National Laboratory.

## Życiorys
Absolwent I Liceum Ogólnokształcącego im. Mikołaja Kopernika w Bielsku-Białej. W 1974 ukończył studia w Międzyresortowym Instytucie Fizyki i Techniki Jądrowej na Akademii Górniczo-Hutniczej im. Stanisława Staszica w Krakowie, a następnie wyjechał do Stanów Zjednoczonych, gdzie kontynuował pracę badawczą i naukową. Doktoryzował się w 1979 na University of Texas at Austin. Dwa lata pracował w Kalifornijskim Instytucie Technologicznym, później zaczął pracę w Los Alamos National Laboratory. Od 1991 do 1996 prowadził grupę astrofizyki teoretycznej, współpracował także z Instytutem Santa Fe oraz Instytutem Fizyki Teoretycznej Uniwersytetem Kalifornijskim w Santa Barbara. Na tej uczelni współorganizował programy naukowe (Kwantowa koherencja i dekoherencja oraz Komputery kwantowe i chaos).
Wojciech Żurek specjalizuje się w dziedzinie fizyki kwantowej, fizyki statystycznej i astrofizyce. W 1982 Wojciech Żurek, William Wootters i Denis Dieks udowodnili twierdzenie o zakazie klonowania, wskazując, że nie można wykonać idealnej kopii nieznanego stanu kwantowego (no-cloning theorem). Wraz z Tomem Kibblem stworzył mechanizm Kibble’a-Żurka, dotyczący defektów topologicznych powstających w konkretnych rodzajach przemian fazowych. Twórca teorii darwinizmu kwantowego.

## Odznaczenia i wyróżnienia
W 2012, za wybitne osiągnięcia w pracy naukowo-badawczej na rzecz rozwoju fizyki, za wspieranie międzynarodowej współpracy naukowej, odznaczony Krzyżem Komandorskim Orderu Odrodzenia Polski.
W 2005 wyróżniony Nagrodą Humboldta, a w 2009 został laureatem głównego odznaczenia Polskiego Towarzystwa Fizycznego – Medalu Mariana Smoluchowskiego.
W 2021 otrzymał tytuł doktora honoris causa Akademii Górniczo-Hutniczej w Krakowie oraz Uniwersytetu Jagiellońskiego.